# BNP Paribas Masters 2011
BNP Paribas Masters 2011 — тенісний турнір, що проходив на кортах з твердим покриттям у місті Paris, Франція з 7 листопада. Належав до категорії ATP World Tour Masters 1000.

## Фінальна частина

### Одиночний розряд
Роджер Федерер —  Жо-Вілфрід Тсонга 6–1, 7–6(7–3)

### Парний розряд
Роган Бопанна /  Айсам-уль-Хак Куреші —  Жульєн Беннето /  Ніколя Маю 6–2, 6–4